# توس (پسر نوذر)

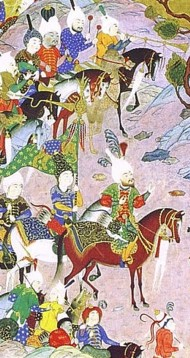
توس در شاهنامه

توس پسر نوذر یکی از پهلوانان بزرگ شاهنامه و سپهدار سپاه ایران است. وی ملقب به زرینه‌کفش است. پدر وی نوذر شاه ایران بود که در جنگ با تورانیان به دست افراسیاب اسیر و سپس کشته شد. پس از مرگ نوذر بزرگان ایران به دلیل اینکه توس و گستهم فرزندان وی را لایق پادشاهی نمی‌دیدند شخص دیگری به نام زو را به شاهی برگزیدند.

## مشارکت توس
توس در جنگهای بسیاری به عنوان سپهدار ایران حضور دارد. در داستان سیاوش پس از آن که کیکاووس شاه ایران، رستم و سیاوش را متهم به تن آسایی می‌کند، توس را به فرماندهی سپاه ایران برای نبرد با تورانیان بر می‌گزیند.
توس هنگام عزیمت به جنگ و کشورگشایی‌ها در زمان کیخسرو، در یکی از تهاجمات که فرماندهی سپاه ایران در جنگ با تورانیان از طرف کیخسرو بر عهده داشت با بی‌تدبیری موجب کشته شدن فرود برادر کیخسرو می‌شود.
برخی منابع بنای شهر ساری را که آرامگاه نیاکان وی (فرزندان فریدون) در آن شهر است را به وی نسبت می‌دهند ولی در واقع بنای ساری به دست تهمورس دیوبند بوده است .

## یادکرد توس
توس شاهزادهٔ ایرانی فرزند نوذر قسمت نشد تا پس از پدر بر تخت ایران جلوس نماید. دوران سلطنت نوذر از یکسو ایران دچار تلاطمات شدید سیاسی گشت و از طرف دیگر مواجه با حملات شدید تورانیان به فرماندهی افراسیاب شد. افراسیاب در جنگی نابرابر از لحاظ نفرات سپاه توانست نوذر را در پایتخت خویش گرفتار و هلاک نماید، لیکن نوذر پیش از مرگ، همهٔ خاندان و اسباب و بنه را به پارس  منتقل نمود تا مورد غارت و تجاوز قرار نگیرند.
توس و خاندان نوذر مورد حمایت کیکاووس قرار گرفت، در زمان گرفتار شدن و قتل سیاوش در توران، نقش مشارکتی توس به همراه سایر پهلوانان در شاهنامه به این صورت آمده است:
| چه برّی سری را همی بی گناه      |  | که کاووس و رستم بود کینه‌خواه |
| پدر شاه و رستم‌اش پروردگار      |  | بپیچی به فرجام زین روزگار    |
| چو گودرز و چون گیو و برزین توس |  | ببندد بر کوههٔ پیل کوس        |
| دمنده سپهبد گو پیل تن          |  | که خوارند بر چشم او انجمن    |

همچنین در مورد نشان توس از خیمه‌گاهی سیاه و پرچمی صحبت شده است که در آن نقش فیل و سوارانی با کفش‌های طلایی وجود دارد: 
| سراپرده‌ای برکشیده سیاه    |  | رده گردش اندر ز هر سو سپاه |
| زده پیش او پیل پیکردرفش   |  | به در بر سواران زرینه‌کفش   |
| چنین گفت کان توس نوذر بود |  | درفشش کجا پیل‌پیکر بود      |